# MOL Liga 2012/2013
MOL Liga 2012/2013 var den femte säsongen av MOL Liga, en internationell ishockeyserie för lag från Ungern, Slovakien och Rumänien. Det var första gången sedan ligan började som ett lag från Slovakien deltog. Ligan bestod av sju lag, varav fyra från Ungern, två från Rumänien och ett från Slovakien, som totalt spelade 48 omgångar i grundserien. De fyra främsta gick vidare till slutspel.

## Grundserien
|    | MOL Liga              | SM | V  | ÖTV | ÖTF | F  | GM  | IM  | MS   | P   |
| -- | --------------------- | -- | -- | --- | --- | -- | --- | --- | ---- | --- |
| 1. | DAB-Docler            | 48 | 32 | 4   | 2   | 10 | 204 | 116 | +88  | 106 |
| 2. | Miskolci Jegesmedvék  | 48 | 27 | 3   | 4   | 14 | 210 | 135 | +75  | 91  |
| 3. | Csíkszereda           | 48 | 25 | 3   | 5   | 15 | 155 | 140 | +15  | 86  |
| 4. | Ice Tigers Nové Zámky | 48 | 26 | 3   | 1   | 18 | 163 | 137 | +26  | 85  |
|    |                       |    |    |     |     |    |     |     |      |     |
| 5. | Corona Brasov         | 48 | 24 | 5   | 3   | 16 | 175 | 135 | +40  | 85  |
| 6. | Ferencváros           | 48 | 6  | 5   | 3   | 34 | 118 | 211 | –93  | 31  |
| 7. | Újpesti               | 48 | 3  | 2   | 7   | 36 | 87  | 238 | –151 | 20  |

## Slutspel

### Semifinal
- Csíkszereda – Ice Tigers Nové Zámky 3–0 i matcher
- DAB-Docler – Miskolci Jegesmedvék 3–1 i matcher

### Final
- DAB-Docler – Csíkszereda 4–2 i matcher